# ليزا إم. أورتيز
ليزا إم. أورتيز (بالإنجليزية: Liza M. Ortiz)‏ هي محامية أمريكية، ولدت في 8 سبتمبر 1974.